# Д’Одорико, София
София Д’Одорико (итал. Sofia D'Odorico; род. 6 января 1997, Пальманова, провинция Удине, область Фриули-Венеция-Джулия, Италия) — итальянская волейболистка, нападающая-доигровщица. Чемпионка Европы 2021.

## Биография
Профессиональная карьера Софии Д’Одорико началась в столичной команде «Воллейро Казаль-де-Пацци», выступавшей в серии В1 чемпионата Италии. С 2013 на протяжении трёх сезонов выступала за «Клуб Италия», являвшуюся базовой для юниорской сборной страны. С 2016 играла за команды из Новары, Мондови, Равенны, Орвието, Тренто. В 2021 вновь заключила контракт с клубом из Новары.
В 2013—2015 играла за юниорскую и молодёжную сборные Италии, а в 2018 дебютировала в главной национальной команде страны на Средиземноморских играх. В 2021 в составе сборной Италии выиграла «золото» чемпионата Европы.

### Клубная карьера
- …—2013 —  «Воллейро Казаль-де-Пацци» (Рим);
- 2013—2016 —  «Клуб Италия» (Рим);
- 2016—2017 —  «Игор Горгондзола» (Новара);
- 2017 —  «Мондови»;
- 2017—2018 —  «Олимпия Теодора» (Равенна);
- 2018—2019 —  «Дзамбелли» (Орвието);
- 2019—2021 —  «Трентино» (Тренто);
- 2021—2022 —  «Игор Горгондзола» (Новара);
- 2022—2023 —  «Валлефолья»;
- с 2023 —  «Пинероло».

## Достижения

### Со сборными Италии
- чемпионка Европы 2021.
- бронзовый призёр чемпионата мира среди молодёжных команд 2015.
- серебряный призёр чемпионата Европы среди девушек 2013.

### Клубные
- бронзовый призёр чемпионата Италии 2022.
- серебряный призёр розыгрыша Кубка Италии 2022.